# Renato de Grandis
Renato de Grandis (* 24. Oktober 1927 in Venedig; † 2. Dezember 2008) war ein italienischer Musikwissenschaftler und Komponist.
Er studierte zunächst in seiner Heimatstadt am Konservatorium Benedetto Marcello Komposition und Musikwissenschaften und besuchte ab 1951 Meisterkurse in Siena. Bereits 1945 erhielt er den ersten Preis des italienischen Rundfunks für junge Komponisten und im Jahr 1953 den 1. Nationalpreis Italiens für Komposition. Seit Mitte der 1950er Jahre lebte und arbeitete de Grandis vorwiegend in Darmstadt, er hatte sich nach Abschluss seiner Ausbildung besonders mit der seriellen und der Zwölftontechnik auseinandergesetzt und auch die Darmstädter Ferienkurse besucht.
De Grandis sah den Schwerpunkt seiner kompositorischen Arbeit in der Oper. In seinem Hauptwerk, „Il Cieco di Yuga“ (Der Blinde von Yuga), versuchte er, fernöstliche Einflüsse mit alten italienischen und niederländischen Traditionen zu verbinden, um so dem Ideal des „totalen Theaters“ nahezukommen. Hiermit übte er erheblichen Einfluss auf das europäische Musiktheater seiner Zeit aus. Neben weiteren musikdramatischen Werken liegen von ihm auch Werke für Orchester, Kammermusik, Chorwerke und Bearbeitungen von Werken des 17. und 18. Jahrhunderts vor, wobei er sich insbesondere den Kompositionen Vincenzo de Grandis (Komponist, 1631)' zuwandte.